# Sabino Fernández Campo
Sabino Fernández Campo (Oviedo, 17 de marzo de 1918 - Madrid, 26 de octubre de 2009) fue un militar español, I conde de Latores, teniente general honorario del Cuerpo Militar de Intervención. Fue nombrado secretario general de la Casa de Su Majestad el Rey de España el 31 de octubre de 1977 y jefe desde el 22 de enero de 1990 hasta el 8 de enero de 1993.

## Familia
Hijo único de Sabino, comerciante, y María, se crio en su casa en el barrio de Buenavista. Estudia en la Academia Ojanguren. De pequeño veraneaba en Latores, pueblo natal de su padre.
Él declaró: 

A mis padres los adoraba, porque, además, era hijo único. Mi madre era una mujer extraordinaria, sensible, artista, tocaba el piano de maravilla. Mi padre era la honradez personificada en el cumplimiento de sus deberes. Los admiraba. Su recuerdo influye en toda la vida. Se mueren. Es tristísimo, pero es lógico. Mi padre murió con 93 años; mi madre, con 87.

## Vida militar
En 1936 se alistó al comienzo de la guerra en una Bandera de milicias de Falange Española, combatiendo al lado del Bando golpista en la Guerra Civil, llegando a alférez provisional y teniente. Licenciado en Derecho por la Universidad de Oviedo, más tarde ingresó en el Cuerpo Militar de Intervención. Fue jefe de estudios y profesor de la Academia de Intervención Militar durante la dictadura, donde llegó a ser general interventor en 1980. También fue interventor de la Casa Militar del general Franco. Se le concedió el título honorífico de teniente general. Se formó en el Industrial College de Estados Unidos y se diplomó en Economía de guerra.
A partir de 1959 fue secretario militar de seis ministros del Ejército de la Dictadura. En 1975 fue nombrado subsecretario de la Presidencia del Gobierno a propuesta de su amigo y protector  Alfonso Armada y del ministro Alfonso Osorio, y del Ministerio de Información y Turismo un año más tarde en el gobierno de Arias Navarro. De nuevo a propuesta de  Alfonso Armada, le sucedió en 1977 como secretario general de la Casa de Su Majestad el Rey hasta 1990, siendo desde 1990 a 1993 Jefe de la Casa del Rey en sustitución de Nicolás Cotoner y Cotoner. 
En 1990 el rey Juan Carlos I nombró secretario general de su Casa al embajador José Joaquín Puig de la Bellacasa, con la intención de que en un breve plazo pasara a ocupar la jefatura de la misma sucediendo al general, quien había acordado con el rey jubilarse. No obstante, no respetó lo establecido por el rey, ni cumplió su manifestada voluntad de jubilarse e hizo todo lo posible para forzar la salida del embajador en 1991, con la complicidad de Marta Gayá y Manuel Prado y Colón de Carvajal. Debido a desavenencias con el rey, indiscreciones sobre el mismo y a su avanzada edad, finalmente fue sustituido por el Vizconde del Castillo de Almansa, diplomático de carrera, a instancias de Mario Conde en enero de 1993.
En 1991 fue nombrado hijo predilecto de Oviedo.
El 30 de abril de 1992, don Juan Carlos I le concedió el título de conde de Latores, con grandeza de España, por su "larga y brillante trayectoria de servicios destacados, militares y civiles al Estado", según el real-decreto publicado con su nombramiento.
Fue profesor de la Academia de Intervención, miembro de honor de la Real Academia de Medicina de Asturias y León, de la Real Academia de Doctores de España, censor de la Real Academia de Ciencias Morales y Políticas y académico correspondiente de la Real Academia de Jurisprudencia y Legislación. En 1999 fue nombrado vice gran maestre de la Real Orden de Caballeros de Santa María del Puig. En 1997 ingresó en la Real Asociación de Hidalgos de España.
Formaba parte del Patronato de Honor de la Fundación DENAES desde el 22 de marzo de 2006 (DENAES) que tiene por objeto la pretensión de recuperar e impulsar desde la sociedad civil el conocimiento y la reivindicación de la Nación Española. También ostentaba la Vicepresidencia de Honor del Club Palomar de Santander.
Falleció el 26 de octubre de 2009 en la clínica Ruber Internacional de Madrid a causa de las complicaciones de una neumonía.

## 23-F
Cuando aconteció el golpe de Estado del 23 de febrero de 1981 era secretario general de la Casa del Rey y ayudó al rey Juan Carlos I realizando llamadas a diversos sectores militares, como capitanías generales, Estado Mayor, etc. Suya fue la frase «Ni está, ni se le espera», que sirvió de contestación a una pregunta del general José Juste (general de la División Acorazada Brunete) sobre si Alfonso Armada había llegado al Palacio de la Zarzuela.

## Matrimonios y descendencia
Contrajo matrimonio el 7 de enero de 1942 con la asturiana Elena Fernández-Vega Diego (1921-1993), hermana de los prestigiosos oftalmólogos Luis Fernández-Vega Diego (1923-2010) y Álvaro Fernández-Vega Diego (1924-2016).
Tuvo con ella diez hijos: María Elena, Margarita, María Cristina (fallecida en Madrid en junio de 2006), Álvaro, Sabino, María Isabel, Luis, María Eugenia, Miguel y María José.
Se separaron en 1974 y Elena falleció el 14 de marzo de 1993.
Posteriormente contrajo matrimonio con la periodista asturiana María Teresa Álvarez García (nacida en 1945), el 15 de octubre de 1997. No tuvieron hijos.

## Distinciones honoríficas
- Caballero Gran Cruz de la Real y Distinguida Orden de Carlos III (Reino de España, 08/01/1993).[8]
- Caballero del Cuerpo de la Nobleza del Principado de Asturias (Reino de España).
- Vice Gran Maestre de la Real Orden de Caballeros de Santa María del Puig (Reino de España).

La ciudad de Oviedo erigió un monumento homenaje al general Sabino Fernández, llamado "Monumento al General Sabino Fernández Campo" en el conocido Campo de San Francisco, obra de Víctor Ochoa, inaugurado en el año 2001.

## En la ficción
A lo largo de los años, la figura del general Fernández Campo se ha convertido en personaje de películas y telefilmes en España, pudiendo mencionarse los siguientes:
- 23-F: la película (2011), interpretado por Mariano Venancio
- Adolfo Suárez, el presidente (2010), interpretado por Mariano Venancio.
- 23-F: El día más difícil del rey (2009), interpretado por Emilio Gutiérrez Caba.